# Ткаченко Роман Юрійович
Рома́н Ю́рійович Ткаче́нко — Капітан, Командир роти, головний інструктор з тактичної медицини головного центру підготовки особового складу Державної прикордонної служби України імені генерал-майора Ігоря Момота.

## Життєпис
Народився 13 листопада 1986 року у с. Торговиця.
Закінчив місцеву школу з відзнакою.
У 2002 році вступив до Кіровоградського медичного коледжу імені Мухіна на факультет лікувальна справа, де здобув спеціальність фельдшера.
21 квітня 2006 року був призваний на строкову військову службу до окремого батальйону військової частини А 0687 м. Одеси.
Демобілізувався 5 квітня 2007 року.
У червні 2007 року був мобілізований із запасу на контрактну військову службу до навчального центру Державної прикордонної служби України фельдшером.
Навчався у Міжнародній академії управління персоналом в м. Черкаси за спеціальністю юрист.
Під час військової агресії на сході України був відправлений на підсилення кордону. Старшина, фельдшер навчального відділу прикордонної служби навчального центру Державної прикордонної служби України.
14 червня 2014 року прикордонники переїжджали до Маріуполя і потрапили під обстріл. Це був перший бій. Тоді 5 вояків загинуло. Вісім поранено — їм Роман надавав медичну допомогу та супроводжував до лікарні м. Маріуполя.
7 серпня 2014 року під час чергового обстрілу сепаратистів та російських найманців був поранений.
Лікувався у центральному шпиталі Державної прикордонної служби України.
Капітан, командир роти, головний інструктор з тактичної медицини головного центру підготовки особового складу Державної прикордонної служби України імені генерал-майора Ігоря Момота.

## Родина
Має дружину Ольгу, яка теж працює у військовій частині, та донечку Ганну.
Матір — Таїсія Володимирівна Апостолова.

## Відзнаки та нагороди
- Неодноразово нагороджений Почесними грамотами військової частини А 0687 м. Одеси;
- 21 серпня 2014 року — за особисту мужність і героїзм, виявлені у захисті державного суверенітету та територіальної цілісності України, вірність військовій присязі під час російсько-української війни, відзначений — нагороджений орденом «За мужність» III ступеня.